# Río Kei
El Kei es un río de Sudáfrica. Tiene una extensión de aproximadamente 225 kilómetros y desemboca en el océano Índico. Nace de la unión de los ríos White Kei y Black Kei al sureste de Queenstown. Su mayor tributario es el río Tsomo.
- Datos: Q1413605
- Multimedia: Great Kei River / Q1413605